# Dumitru Anghel (actor)
Dumitru Anghel (n. 23 octombrie 1940, Iași - d. 1 septembrie 2015, București) a fost un actor român de teatru, film, radio și televiziune.

## Biografie
A absolvit Institutul de Artă Teatrală și Cinematografică I. L. Caragiale din București, Facultatea de Teatru, secția Actorie, la clasa Prof. Dem Rădulescu, promoția 1965. A jucat la Teatrul Național Marin Sorescu Craiova și Teatrul de Nord (Satu Mare)  , iar din 1971 și până în 2007 joacă la Teatrul Ion Creangă. În ultimii ani ai vieții a jucat la Teatrul Bulandra din București.,

## Filmografie
- Porțile albastre ale orașului (1974)
- Cucoana Chirița (1987)
- Frumoșii nebuni ai marilor orașe (film TV, 1997)
- Nunta mută (2008)